# Sterling K. Brown
Pour les articles homonymes, voir Brown.
Sterling K. Brown, né le 5 avril 1976 à Saint-Louis, dans l’État américain du Missouri, est un acteur américain.
Il a joué dans The Marvelous Miss Maisel, mais est mondialement reconnu pour jouer dans la série acclamée par la critique This Is Us.
Il a été récompensé par un Emmy, un Golden Globe, un Critics' Choice et un NAACP Image Award pour son interprétation, pour sa prestation dans la série This Is Us.

## Filmographie

### Acteur

#### Cinéma
- 2002 : Smallpox 2002 : Silent Weapon (en) de Daniel Percival (en) : Carl Jocelyn
- 2002 : Brown Sugar de Rick Famuyiwa : co-travailleur
- 2005 : Chassé-croisé à Manhattan (Trust the Man) de Bart Freundlich : Rand
- 2005 : Stay de Marc Forster : Frederick / Devon
- 2007 : The Favor de Donald Petrie : un policier
- 2008 : La Loi et l'Ordre de Jon Avnet : Rogers
- 2016 : Whiskey Tango Foxtrot de Glenn Ficarra et John Requa : le sergent Hurd
- 2017 : Split de M. Night Shyamalan (scènes coupées au montage)
- 2017 : Marshall de Reginald Hudlin : Joseph Spell
- 2018 : Black Panther de Ryan Coogler : N'Jobu
- 2018 : Hotel Artemis de Drew Pearce : Waikiki
- 2018 : The Predator de Shane Black
- 2020 : Waves de Trey Edward Shults
- 2020 : Le Rythme de la vengeance (The Rhythm Section) de Reed Morano : Marc Serra
- 2023 : American Fiction de Cord Jefferson : Clifford "Cliff" Ellison
- 2024 : Atlas de Brad Peyton : le colonel Elias Banks
- 2026 : The Gallerist

#### Télévision
- 2002-2004 : New York 911 (saison 4, épisodes 8 et 21 ; saison 5, épisodes 1, 2, 16 et 17) : officier Dade
- 2003 : Le Justicier de l'ombre (saison 2, épisode 2)
- 2003 : Jane et Tarzan (saison 1, épisodes 6 et 7) : détective Carey
- 2004 : Urgences (saison 10, épisode 13) : Bob Harris
- 2004 : New York Police Blues (saison 11, épisode 12) : Kelvin George
- 2004 : JAG (saison 9, épisode 21) : sergent Harry Smith
- 2005 : Boston Justice (saison 1, épisode 17) : Zeke Borns
- 2005 : Starved (en) (saison 1) : Adam Williams
- 2006 : Alias (saison 5, épisode 12) : agent Rance
- 2006 : Dossier Smith (saison 1, épisode 3) : M. Corey
- 2006 : FBI : Portés disparus (saison 5, épisode 9) : Thomas Biggs
- 2006-2007 : Supernatural (saison 2, épisodes 3 et 10 ; saison 3, épisodes 3 et 7) : Gordon Walker
- 2007 : Shark (saison 1, épisode 13) : Quenton North
- 2007 : Standoff : Les Négociateurs (saison 1, épisode 15) : Russell Marsh
- 2007-2012: American Wives (saison 1 à 7) : Roland Burton
- 2008 : Eli Stone (saison 1, épisode 11) : David Mosley
- 2010 : Médium (saison 7, épisode 9) : Todd Gillis
- 2011 : The Good Wife (saison 3, épisode 4) : Andrew Boylan
- 2011 : Detroit 1-8-7 : (saison 1, épisode 11) : Cameron Jones
- 2012 : Person of Interest (saison 2, 6 épisodes) : Beecher
- 2012 : Nikita (saison 3, épisode 3) : Nick Anson
- 2013 : NCIS : Enquêtes spéciales (saison 11, épisode 10) : Elijah Banner
- 2014 : Mentalist (saison 6, épisode 11) : Agent Higgins
- 2014 : Masters of Sex (saison 2, épisode 9) : Marcus
- 2015 : Castle : Ed Redley
- 2015 : Esprits criminels (saison 10, épisode 19) : Fitz
- 2016 : American Crime Story (série TV) - saison 1 : Christopher Darden
- 2016 - 2022 : This Is Us : Randall Pearson
- 2018 : Brooklyn 99 (saison 5, épisode 14) : Philip Davidson
- 2019 : Mme Maisel, femme fabuleuse (saison 3) : Reggie
- 2020 : Kipo et l'âge des animonstres : Lio Oak
- 2025: Paradise : Agent Xavier Collins

### Producteur
- 2025 : Shadow Force de Joe Carnahan

## Voix francophones
En France, Sterling K. Brown est régulièrement doublé par Frantz Confiac et Eilias Changuel, en alternance.

## Distinctions
| Année | Prix                                    | Catégorie                                           | Nomination           | Résultat   |
| ----- | --------------------------------------- | --------------------------------------------------- | -------------------- | ---------- |
| 2016  | 68e cérémonie des Primetime Emmy Awards | Meilleur second rôle masculin d'une mini série      | American Crime Story | Lauréat    |
| 2017  | 19e cérémonie des Teen Choice Awards    | Meilleur acteur dans une série dramatique           | This Is Us           | Nomination |
| 2018  | 75e cérémonie des Golden Globes         | Meilleur acteur dans une série dramatique           | This Is Us           | Lauréat    |
| 2021  | Critics'Choice Television Awards        | Meilleur acteur dans une série télévisée dramatique | This is us           | Nomination |